# Biobutanol
El butanol puede ser utilizado como combustible en un motor de combustión interna. La gran longitud de su cadena hidrocarbonada provoca que su no polaridad sea mayor. Es más similar a la gasolina de lo que lo es al etanol. Se ha demostrado que el butanol puede trabajar en vehículos diseñados para ser usados con gasolina sin modificación alguna. Tiene una cadena hidrocarbonada con cuatro enlaces. Puede producirse a partir de biomasa (como biobutanol) y también de combustibles fósiles (como petrobutanol), pero estos dos tienen las mismas propiedades químicas.

## Producción del biobutanol
Al butanol que se obtiene a partir de biomasa se le denomina biobutanol. Puede ser utilizado en motores de gasolina sin necesidad de modificarlos.

### Tecnologías
El biobutanol puede ser producido por medio de la fermentación de biomasa con el proceso A.B.E. Este proceso utiliza la bacteria Clostridium acetobutylicum, también conocida como el organismo Weizmann. En 1916, Jaim Weizmann fue quien utilizó por primera vez esta bacteria para la producción de acetona a partir de almidón. El butanol era un subproducto de esta fermentación (se producía el doble de butanol). El proceso también origina una cantidad recuperable de H2 y otros subproductos como los ácidos acético, láctico y propiónico, al igual que isopropanol y etanol.
Este combustible puede producirse utilizando la bacteria Ralstonia eutropha H16. Este proceso requiere el uso de un electro-biorreactor con una entrada dióxido de carbono y electricidad.
La principal diferencia que tiene respecto a la producción del etanol es la fermentación de la materia prima y cambios mínimos en la destilación. Las materias primas son las mismas que para el etanol: cultivos energéticos como la remolacha azucarera, caña de azúcar, granos de maíz, trigo y yuca, cultivos energéticos no alimenticios como Panicum virgatum e incluso guayule en América del Norte, así como subproductos como el bagazo, paja y tallos de maíz. De acuerdo con DuPont, plantas que ya existentes de bioetanol pueden ser adaptadas para que produzcan biobutanol.
La producción de biobutanol a partir de biomasa y subproductos agrícolas puede ser más eficiente que la de etanol o metanol.

## Butanol de algas
El biobutanol puede producirse completamente con energía solar y nutrientes a partir de algas (llamado combustible de algas solar) o diatomeas. Su rendimiento de corriente es muy bajo.

## Investigación
Aun cuando la demanda de biocombustibles ha incrementado a más de mil millones de litros (unos 260 millones de galones estadounidenses) de manera anual, la fermentación sigue siendo un método ineficiente para la producción de butanol. Bajo condiciones normales, las comunidades bacterianas de Clostridium tienen un bajo rendimiento de producción de butanol por gramo de glucosa. Para obtener un mayor rendimiento en la producción de butanol es necesario manipular las rutas metabólicas dentro de las bacterias para priorizar la síntesis del biocombustible. Herramientas de la ingeniería metabólica y genética permiten a los científicos alterar los estados de las reacciones que ocurren dentro de un organismo, utilizando técnicas avanzadas para la creación de cepas bacterianas capaces de tener un alto rendimiento en la producción de butanol. La optimización también puede ser alcanzada con la transferencia de información genética específica a otra especie unicelular, enfatizando ciertos rasgos de varios organismos para lograr la mayor tasa de producción de alcohol.

### Uso de fuentes alternativas de carbono
Una tecnología prometedora para el desarrollo de la producción de biobutanol se descubrió en el verano del 2011 – La Universidad de Tulane descubrió una cepa de Clostridium llamada “TU-103”, la cual puede convertir casi cualquier forma de celulosa en butanol, y es la única cepa de bacterias del género Clostridium que puede hacer esto en presencia de oxígeno. Los investigadores de la universidad indican que el posible origen de la cepa “TU-103” son los desechos sólidos de la cebra (Equus quagga) en el zoológico de Audubon en Nuevo Orleans.
La ingeniería metabólica se emplea para permitir que un organismo utilice un sustrato más barato como lo es el glicerol en lugar de la glucosa. Los procesos fermentativos requieren glucosa derivada de productos alimenticios, es por esto que la producción de butanol puede afectar de manera negativa los suministros de alimentos. El glicerol es una buena alternativa de recurso para la producción de butanol. Mientras que los recursos de glucosa son valiosos y limitados, el glicerol es abundante y tiene un menor costo debido a que es un producto desecho de la producción de biodiésel. La producción de butanol a partir de glicerol es más viable económicamente usando rutas metabólicas existentes en la bacteria Clostridium pasteurianum.
Una combinación de succinato y etanol puede ser fermentada para producir butirato (precursor del combustible butanol) utilizando las rutas metabólicas presentes en la bacteria anaeróbica gram-positiva Clostridium kluyveri. El succinato es un intermediario del ciclo TCA, el cual metaboliza la glucosa. Las bacterias anaerobias como Clostridium acetobutylicum y Clostridium saccharobutylicum también cuentan con estas rutas. El succinato primero es activado y después reducido por una reacción de dos pasos que da 4-hidroxibutirato, el cual es metabolizado más adelante a crotonilo-coenzima A (CoA). Este es después convertido a butirato. Los genes de Clostridium que corresponden a esta vía de producción de butanol fueron clonadas a E. coli.
En 2012 unos investigadores desarrollaron un método para almacenar energía eléctrica en forma de energía química en alcoholes superiores (incluyendo butanol). Estos alcoholes pueden ser utilizados después como combustibles líquidos para el transporte. El grupo lidereado por James Liao realizó ingeniería genética al microorganismo litoautotrofo conocido como Ralstonia Eutropha H16 para producir isobutanol y 3-metil-1-butanol en un bioreactor eléctrico. El dióxido de carbono es la única fuente de carbono para este proceso y la electricidad es usada como el componente energético. El proceso que ellos desarrollaron separa de manera efectiva las reacciones lumínicas y obscuras que ocurren durante la fotosíntesis. Los paneles solares son utilizados para convertir a luz solar en energía eléctrica, la cual después es transformada a un intermediario químico con el uso de microorganismos. Este equipo de investigadores ahora se dedica al proceso de escalamiento de la operación y cree fielmente en que este será más eficiente que el proceso biológico.

## Mejoramiento de la eficiencia
A finales del 2012, un nuevo descubrimiento hizo más atractivo al butanol para la industria de los biocombustibles. El científico Hao Feng encontró un método que puede reducir de manera significativa el costo de la energía involucrada en la producción del butanol. Su equipo fue capaz de aislar las moléculas de butanol durante el proceso de fermentación para que estas no maten a los organismos y así produzcan el 100% o más de butanol. Después del proceso de fermentación utilizaron un proceso llamado punto de separación cloud (que utiliza 4 veces menos energía) para recuperar el butanol.
De igual manera, a finales del 2012, utilizando sistemas de ingeniería metabólica, un grupo de investigadores coreanos del KAIST (por sus siglas en inglés Korea Advanced Institute of Science and Technology) han triunfado en demostrar un proceso optimizado para incrementar la producción de butanol por medio de la generación de una bacteria manipulada genéticamente. El profesor Sang Yup Lee del Departamento de Ingeniería Química y Biomolecular, KAIST, Dr. Young Seung en GS Caltex, una gran compañía refinera de aceites Coreana, y el Dr. Yu-Sin Jang del BioFuelChem, una compañía de butanol en Corea, aplicaron un sistema de ingeniería metabólica para mejorar la producción de butanol por medio del mejoramiento del funcionamiento de Clostridium acetobutylicum una de las mejores bacterias conocidas para la producción de butanol. Adicionalmente, el proceso río abajo o “downstream” fue optimizado y se integró a este un proceso de recuperación in situ para alcanzar butanol de mayor grado, rendimiento y productividad. La combinación de sistemas de ingeniería metabólica y bioprocesos de optimización han permitido el desarrollo de un proceso capaz de producir más de 585 g de butanol a partir de 1.8 kg de glucosa, lo cual permite la producción de este importante solvente industrial y un biocombustiblle avanzado a un costo competitivo.
Las bacterias anaerobias C. pasteurianum, C. acetobutylicum, y otras especies de Clostridium tienen rutas metabólicas que convierten glicerol a butanol por medio de fermentación.Sin embargo, la producción de butanol a partir de glicerol por medio de fermentación en C. Pasteurianum es baja. Para contrarrestar esto, un grupo de investigadores utilizaron mutagenesis química para crear una cepa híper productora de butanol. La mejor cepa mutante en este estudio fue "MBEL_GLY2" y produjo 10.8 g de butanol por cada 80 g de glicerol alimentado a la bacteria. Esta mejora comparada con los 7.6 g de butanol producidos por la bacteria nativa.
Muchos organismos tienen la capacidad para producir butanol utilizando una vía dependiente de la acetil-CoA. El mayor problema con esta vía es la primera reacción que implica la condensación de dos moléculas de acetil-CoA a acetoacetil-CoA. Esta reacción es termodinámicamente desfavorable debido a la energía libre de Gibbs positiva asociada con ella (dG = 6.8 kcal/mol). Algunos experimentos que se han realizado con un aumento del almacenamiento de carbono a través del organismo mediante la utilización de flujo de dióxido de carbono mediante organismos fotosintéticos. En el seguimiento de la investigación, los científicos han tratado de diseñar vías de reacciones que puedan permitir a los organismos fotosintéticos (como las algas verdeazules) producir butanol de manera más eficiente.
Un estudio realizado por Ethan I. Lan y James C. Liao intentó utilizar el ATP producido durante la fotosíntesis en algas verdeazules para trabajar en torno a la termodinámicamente desfavorable condensación de acetil-CoA a acetoacetil-CoA. El sistema nativo fue rediseñado para hacer reaccionar la acetil-CoA con el ATP y el CO2 para formar un intermediario, malonil-CoA. Este intermediario después reacciona con otro acetil-CoA para formar el deseado acetoacetil-CoA. La energía liberada de la hidrólisis de ATP (dG = -7.3 kcla/mol) hace que esta vía sea más favorable que la condensación estándar. Debido a que las algas verdeazules generan NADPH durante la fotosíntesis se puede asumir que el medio ambiente es rico en NADPH. Por lo tanto, la vía de reacción nativa fue después modificada para utilizar NADPH en lugar del NADH estándar. Todos estos ajustes han dado lugar a un incremento del 400% en la producción de butanol que muestra la importancia de las fuerzas de ATP y de la conducción de cofactores como un principio de diseño en la ingeniería de vías.

## Productores
DuPont y BP planean convertir al biobutanol en el primer producto de su esfuerzo conjunto para desarrollar, producir y comercializar biocombustibles de próxima generación. En Europa la compañía suiza Butalco está desarrollando levaduras genéticamente modificadas para la producción de biobutanol a partir de materiales celulósicos. Gourmet butanol, una empresa con sede en Estados Unidos, está desarrollando un proceso que utiliza hongos para convertir los residuos orgánicos en bioetanol.
El número de productores de bioetanol con plantas comerciales en línea que están emergiendo continúa creciendo mensualmente. En la actualidad, hay una serie de plantas de bioetanol, que están siendo convertidos en plantas de biobutanol, lo que debería incrementar el número de productores de butanol que existen en línea.

## Distribución
El butanol tolera mejor la contaminación del agua, es menos corrosivo que el etanol y más adecuado para la distribución en tuberías de gasolina ya existentes. En mezclas con diésel o gasolina, el butanol tiene menos probabilidades de separarse que el etanol si el combustible está contaminado con agua. También hay una sinergia co-mezcla de presión de vapor con butanol y la gasolina que contiene etanol, lo que facilita la mezcla de etanol. Esto facilita el almacenamiento y distribución de combustibles mezclados.

## Propiedades de combustibles comunes
| Combustible                   | Densidad de energía | Relación aire-combustible | Energía específica | Calor de vaporización | RON   | MON   |
| ----------------------------- | ------------------- | ------------------------- | ------------------ | --------------------- | ----- | ----- |
| Gasolina y biogasolina        | 32 MJ/L             | 14.7                      | 2.9 MJ/kg aire     | 0.36 MJ/kg            | 91–99 | 81–89 |
| Butanol (combustible)         | 29.2 MJ/L           | 11.1                      | 3.2 MJ/kg aire     | 0.43 MJ/kg            | 96    | 78    |
| Combustible de etanol anhidro | 19.6 MJ/L           | 9.0                       | 3.0 MJ/kg aire     | 0.92 MJ/kg            | 107   | 89    |
| Metanol (combustible)         | 16 MJ/L             | 6.4                       | 3.1 MJ/kg aire     | 1.2 MJ/kg             | 106   | 92    |

### Contenido de energía y efectos sobre la economía de los combustibles
Cambiar un motor de gasolina a uno de butanol en teoría da lugar a una penalidad en el consumo de combustible aproximadamente de 10% pero el efecto del butanol en el kilometraje aún no ha sido determinado por un estudio científico. Mientras la densidad de energía para cualquier mezcla de gasolina y butanol puede ser calculada, estudios con otros combustibles de alcoholes han demostrado que el efecto en la economía de los combustibles no es proporcional al cambio en la densidad de la energía.

## Octanaje
El octanaje del n-butanol es similar al de la gasolina pero menor que el del etanol y el metanol. El n-butanol tiene un RON (por sus siglas en inglés Research Octane number) de 96 y un MON (Motor octane number) de 78, mientras que el t-butanol tiene un octanaje de 105 RON y 89 MON. El t-butanol es utilizado como un aditivo en la gasolina pero no puede ser usado como un combustible en su forma pura porque su alto punto de fusión de 25 °C provoca que se solidifica a temperatura ambiente.
Un combustible con un octanaje más alto es menos propenso a la detonación (combustión extremadamente rápida y espontánea por compresión) y el sistema de control de cualquier motor de un coche moderno puede tomar ventaja de esto ajustando el tiempo de encendido. Esto mejorará la eficiencia energética, lo que lleva a una mejor economía del combustible que el contenido energético indicado en diferentes combustibles. Al aumentar la relación de compresión, se pueden conseguir ganancias adicionales en el ahorro de combustible y en la potencia del motor. A la inversa, un combustible con menor índice de octanaje es más propenso a la detonación y reducirá la eficiencia. La denotación también puede causar daños en el motor. Los motores diseñados para funcionar con 87 octanos no tendrán ninguna economización de energía/combustible adicional al ser operado con combustible de mayor octanaje.

## Relación aire-combustible
Combustibles de alcohol, incluyendo el butanol y el etanol son parcialmente oxidados, y por lo tanto, necesitan funcionar en mezclas más ricas que la gasolina. Los motores de gasolina estándar en carros pueden ajustar la relación aire-combustible en las diferentes variaciones de los combustibles, pero únicamente con ciertos límites dependiendo el modelo. Si el límite es excedido al hacer funcionar el motor con etanol puro o con una mezcla de gasolina con altos niveles de etanol, el motor quemara muy poco combustible algo que puede dañar los componentes de manera crítica. Comparado con el etanol, el butanol puede ser mezclado con gasolina en relaciones mayores para su uso en carros existentes sin la necesidad de adaptar la relación de aire-combustible ni el contenido de energía, pues son parecidos a los de la gasolina.

## Energía específica
Los combustibles basados en alcohol poseen menos energía por unidad de peso y volumen que la gasolina. Para hacer posible la comparación de la energía neta liberada por ciclo, una unidad de medida llamada energía específica del combustible se utiliza en ocasiones, esta se define como la energía liberada por la relación aire-combustible. La energía neta liberada por ciclo es más alta para el butanol que para el etanol o metanol y aproximadamente un 10% mayor a la de la gasolina.

## Viscosidad
| Substancia | Viscosidad cinemática a 20 °C |
| ---------- | ----------------------------- |
| Butanol    | 3.64 cSt                      |
| Diésel     | >3 cSt                        |
| Etanol     | 1.52 cSt                      |
| Agua       | 1.0 cSt                       |
| Metanol    | 0.64 cSt                      |
| Gasolina   | 0.4–0.8 cSt                   |

La viscosidad de los alcoholes incrementa junto con la longitud de las cadenas de carbonos, por esta razón el butanol se utiliza como una alternativa a alcoholes de cadena corta cuando se desea tener un solvente más viscoso. La viscosidad cinemática del butanol es superior a la de la gasolina y es tan viscoso como el diésel de alta calidad.

## Calor de vaporización
El combustible en un motor tiene que ser vaporizado antes de ser quemado. Una vaporización insuficiente es un problema conocido que presentan los combustibles de alcoholes durante los encendidos en frío a bajas temperaturas. Dado que el calor de vaporización del butanol es menor que la mitad del calor de vaporización del etanol, un motor que corre utilizando butanol debería de ser más sencillo de arrancar a bajas temperaturas que uno que funciona con etanol o metanol.

## Problemas potenciales del uso del butanol como combustible
Los problemas del uso de butanol son similares a las del uso del etanol:
- Para compensar las características de combustión de la gasolina, el uso de butanol como combustible requiere el incremento del flujo de combustible (a pesar de que el butanol posee un poco menos de energía en comparación con la gasolina, así que este incremento es mínimo, un 10% comparado al 40% para el etanol.)
- Los combustibles basados en alcohol no son compatibles con algunos componentes de sistemas basados en otros combustibles
- Los combustibles basados en alcohol, pueden causar lecturas incorrectas en vehículos con medición de nivel de combustible mediante capacitancia
- Mientras que el etanol y el metanol poseen densidades de energía más bajas que el butanol, su alto índice de octanaje permite una mayor proporción de compresión y eficiencia.
- El butanol es uno de los varios subproductos de las tecnologías actuales de fermentación, como consecuencia de ello, las tecnologías actuales de fermentación tienen rendimientos muy bajos en la extracción de butanol puro. Cuando se le compara con el etanol, el butanol es más eficiente como combustible alterno, sin embargo el costo de producir etanol es mucho menor y posee mayor rendimiento.
- El butanol es tóxico a una concentración de 20g/l y posiblemente necesita la realización de pruebas de primer y segundo nivel acerca de los efectos sobre la salud antes de ser aceptado como un combustible primario por la EPA.[36]

## Posibles mezclas de combustible de butanol
Estándares para la mezcla de etanol y metanol en gasolina existe en muchas ciudades incluyendo Estados Unidos y Brasil. La mezcla aproximada de butanol puede ser calculada a partir de las relaciones entre la estequiometria de la relación aire-combustible del butanol, etanol y gasolina. Mezclas comunes del combustible etanol para el combustible vendido como la gasolina van desde un rango de 5% al 10%. La proporción de butanol puede ser 60% mayor que la proporción equivalente del etanol, que da un rango del 8 hasta el 16 por ciento. “Equivalente” en este caso se refiere únicamente a la habilidad de los vehículos para ajustarse al combustible. Otras propiedades como la densidad de la energía, la viscosidad y el calor de vaporización pueden variar y limitar el porcentaje de butanol que se puede mezclar con la gasolina.
La aprobación de los consumidores puede verse limitada debido al olor a banana del n-butanol. Existen planes para comercializar un combustible que contenga 85% de etanol y 15% de butanol (E85B), por lo tanto, motores ya existentes de combustión interna E85B pueden funcionar al 100% con combustible renovable que puede ser producido sin el uso de combustibles fósiles. Las cadenas hidrocarbonadas más largas lo hacen no polar y más similar a la gasolina que el etanol. Se ha demostrado que el butanol trabaja en vehículos diseñados para su uso con gasolina sin modificación alguna.

## Uso común del butanol en vehículos
No se conoce producción de vehículos aprobada por la manufactura para su uso al 100% con butanol. A principios del 2009, únicamente unos pocos vehículos han sido aprobados para su uso con combustible E85B en Estados Unidos. Sin embargo, en Brasil todas las manufactureras de vehículos (Ford, VW, GM, Toyota, Honda, Peugeot, Citroën y otras) producen vehículos de combustibles flexibles que pueden funcionar con 100% de etanol o con una mezcla de etanol y gasolina. Estos carros de combustible flexible representaron el 90% de las ventas de vehículos personales en Brasil en 2009. BP y DuPont se involucraron en un proyecto coordinado para producir y promover el combustible butanol.
David Ramey manejo de Blacklick, Ohio a San Diego, California utilizando butanol al 100% en un Buick Park Avenue del 92 sin ninguna modificación.
En 2009, en la carrera Petit Le Mans, el número 16 Lola B09/86 - Mazda MZR-R del equipo de carreras Dyson corrió con una mezcla de biobutanol y etanol desarrollada por el equipo de tecnología compañero de BP.